# Huy, Liège
Huyện Huy (tiếng Pháp: Arrondissement de Huy; tiếng Hà Lan: Arrondissement Hoei) là một trong 4 huyện hành chính ở tỉnh Liège, Bỉ.
Huyện này vừa là huyện hành chính và huyện tư pháp. Tuy nhiên, huyện tư pháp Huy cũng bao gồm các đô thị of Braives, Hannut, Lincent, Saint-Georges-sur-Meuse en Wasseiges ở huyện Waremme, và Comblain-au-Pont ở huyện Liège.

## Các đô thị
Huyện hành chính Huy bao gồm các đô thị sau:
| - Amay - Anthisnes - Burdinne - Clavier - Engis - Ferrières - Hamoir - Héron - Huy | - Marchin - Modave - Nandrin - Ouffet - Tinlot - Verlaine - Villers-le-Bouillet - Wanze |